# Albert de Vries
Albertus Anthonie (Albert) de Vries (Middelburg, 10 juli 1955) is een Nederlands voormalig politicus die tussen 2012 en 2017 in de Tweede Kamer zat namens de Partij van de Arbeid (PvdA).

## Opleiding
Nadat De Vries van 1967 tot 1972 de hbs-a, "Stedelijke Scholengemeenschap" te Middelburg doorliep, studeerde hij van 1972 tot 1979 sociale geografie (geen scriptie) aan de Universiteit van Amsterdam (bijvakken: sociologie, economie, politicologie en planologie).

## Loopbaan
De Vries was van 20 september 2012 tot 23 maart 2017 lid van de Tweede Kamer namens de Partij van de Arbeid. De heer De Vries was woordvoerder ruimtelijke ordening, rijksdienst en havens en scheepvaart. Hij zetelde ook namens de socialistische fractie in het Benelux-parlement.
Hij was van 2002 tot en met 2012 wethouder van onder andere wonen, zorg, welzijn en onderwijs van Middelburg.

## Privé
De Vies is gehuwd met Anita Jacobs. Zijn vader (Anthonie de Vries) was muziekleraar.

## Verkiezingsuitslagen
| Verkiezing                                     | Partij          | Positie    | Stemmen |
| ---------------------------------------------- | --------------- | ---------- | ------- |
| Gemeenteraadsverkiezingen 2010 in Middelburg   | PvdA            | 1          | 2.106   |
| Tweede Kamerverkiezingen 2012                  | PvdA            | 29 (lijst) | 4.664   |
| Gemeenteraadsverkiezingen 2014 in Middelburg   | PvdA            | 20         | 30      |
| Europese Parlementsverkiezingen 2014           | PvdA            | 31 (lijst) |         |
| Provinciale Statenverkiezingen 2015 in Zeeland | PvdA            | 46         | 35      |
| Tweede Kamerverkiezingen 2017                  | PvdA            | 29 (lijst) | 590     |
| Gemeenteraadsverkiezingen 2018 in Middelburg   | PvdA            | 26         | 36      |
| Provinciale Statenverkiezingen 2019 in Zeeland | PvdA            | 38         |         |
| Waterschapsverkiezingen 2019 in Scheldestromen | PvdA            | 10         | 391     |
| Europese Parlementsverkiezingen 2019           | PvdA            | 17 (lijst) | 913     |
| Gemeenteraadsverkiezingen 2022 in Middelburg   | GroenLinks/PvdA | 24         | 24      |

- International Standard Name Identifier: 0000 0003 9538 2488
- Nederlandse Thesaurus van Auteursnamen: 340528745
- Parlement.com: vj0rd5w56pdo
- Virtual International Authority File: 290123063
- WorldCat: E39PBJcKJ9V8yCRdJ7XQY3JVYP